# RICOH THETA

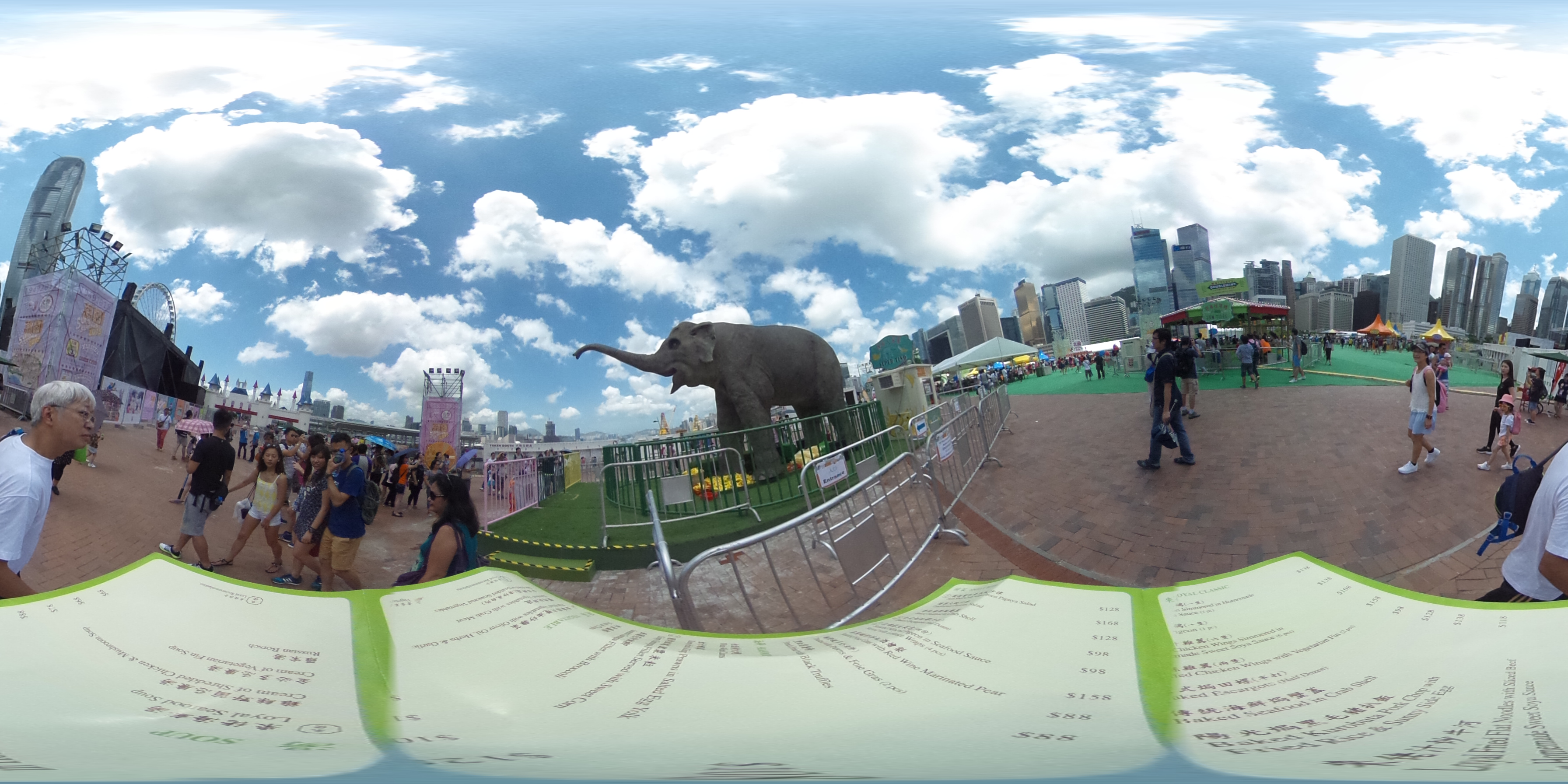
Abgespeichertes Bild der RICOH THETA m15, hier im Panoviewer

Mit der RICOH THETA hat der japanische Hersteller Ricoh eine omnidirektionale Kamera auf den Markt gebracht, die 360-Grad-Aufnahmen mit einer Auflösung von bis zu 14 MPixeln aufnimmt. Es wird mit zwei Optiken, die sich auf der Vorder- und Rückseite der Kamera befinden, das 360°-Kugelpanorama erstellt und als ein jpg-Bild mit einer Größe bis zu 5376 × 2688 Pixeln abgespeichert. Benutzt wird die äquidistante zylindrische Projektion. Insgesamt gibt es vier verschiedene Modelle. Diese Bilder können mit einem speziellen Viewer als Kugelpanorama angezeigt werden.
- Ricoh Theta wurde zur IFA2013 am 5. September 2013 vorgestellt und ab dem 9. November ausgeliefert. Sie wurde 2014 mit dem if design award ausgezeichnet.[2][3]
- Ricoh Theta m15: Mit diesem am 14. November 2014 vorgestellten Modell waren erstmals auch Videos mit bis zu 5 Minuten Laufzeit möglich.
- Ricoh Theta S: Am 23. Oktober 2015 wurde ein weiteres Modell mit einem größeren 1/2,3-Zoll-Sensor und der Lichtstärke 2 vorgestellt, dieses ist mit WiFi ausgestattet. Die API ist so ausgelegt, dass sie mit der Open Spherical Camera API von Google kompatibel ist. Die Bilder haben eine Größe von 5376 × 2688 Pixeln. Videos im Format 1920 × 1080 mit 30 Bildern/s können bis zu 25 Minuten lang dauern. Der Empfindlichkeitsbereich wurde von ISO 400 auf ISO 1600 erweitert. Die Kamera lässt sich über Apps fernbedienen. Sie hat eine Größe von 13,0 cm × 4,4 cm × 1,8 cm.[4] 2016 gewann die Kamera den TIPA Photo & Imaging Award in der Kategorie Best Design.[5] 2016 wurde die Kamera zusammen mit der Pentax 645Z mit dem if design award ausgezeichnet.[6][7] Im Oktober 2016 wurde die Ricoh Theta S mit „German Design Award“ 2017 ausgezeichnet[8][9]
- Ricoh Theta SC: Am 12. Oktober 2016 hat Ricoh die Theta SC offiziell vorgestellt. Sie ist zwischen der M15 und der S einzuordnen.[10][11]
- Ricoh Theta R: Auf der CES 2017 hat Ricoh ein weiteres Modell der Ricoh-Theta-Serie angekündigt. Diese Kamera ist in der Lage über 24 Stunden einen kontinuierlichen 360 Grad Videostream real time gestitched in der äquirektangulären[12] Projektion zu liefern. Der Videostream ist in 2K mit 30 Bildern/s, Voraussetzung ist eine externe Stromversorgung. Der Videosstream ist über den HDMI- oder den USB-Ausgang abrufbar. Auch gehört eine Software Development Kit dazu, mit dem man eigene Applikationen entwickeln kann.[13][14][15] Dazu kommen ein eingebautes 4 Kanal Microfon, somit kann die Richtung der Töne in einer 360° Aufnahme lokalisiert werden.[16][17]
- Ricoh Theta V: Zur NAB SHOW (National Association of Broadcasters) hat Ricoh am 24. April 2017 das neue Modell Theta 4K der Kamera angekündigt. Das Hauptfeature ist 4K 30Hz Video im 360°-Modus mit livestreaming.[18][19] Dieses Modell ist jetzt als Ricoh Theta V im Handel.[20] Die Kamera wurde in der Kategorie Produkt, Kamera/Video mit dem if Design Award 2018 ausgezeichnet[21]
- Ricoh Theta Z1: Ricoh hat ein neues Top-Modell der Theta Serie angekündigt, sie soll ab Ende Mai 2019 lieferbar sein.[22][23] Die Kamera wurde 2019 mit dem TIPA-Award als “BEST 360°CAMERA” ausgezeichnet.[24]
- Ricoh Theta X: Ricoh hat am 26. Januar 2022 die neue Version X angekündigt. Diese hat erstmals einen Wechselakku, eine SDXC Speicherkarte, eine Auflösung von 60 MPix und ein eingebautes 2.5" Display. Lieferbar ist sie laut Ricoh ab März 2022

## Technische Daten
| Merkmal                                    | M13              | M15              | S                                        | SC                                         | R                                                         | V | Z1 | X                                                                                             |
| ------------------------------------------ | ---------------- | ---------------- | ---------------------------------------- | ------------------------------------------ | --------------------------------------------------------- | --- | --- | --------------------------------------------------------------------------------------------- |
| Abmessungen (mm)                           | 42 × 129 × 22,8  | 41 × 127 × 23    | 44 × 130 × 22,9                          | 45,2 × 130,6 × 22,9                        | 46 × 118 × 22,9                                           | 45,2 × 130,6 × 22,9                                                                                                  | 38 × 132,5 × 29,7                                                                                      | 51,7 mm (W) × 136,2 mm (H) × 29,0 mm (21,5 mm *1)                                             |
| Gewicht (g)                                | 95               | 113              | 125                                      | 102                                        | 125                                                       | 121 | 182 | 170                                                                                           |
| Effektive Pixel Ca. Megapixel 2×           | 6                | 6                | 12                                       | 12                                         |                                                           | 12 | 26 (raw) 23 (jpg)                                                                                      | 60 15                                                                                         |
| Standbild-Auflösung (max)                  | 3.584×1.792      | 3.584×1.792      | 5376×2688                                | 5376×2688                                  | 5376×2688                                                 | 5376×2688 | 7,296 × 3,648 (RAW) 6,720 × 3,360(jpg)                                                                 | 11008 × 5504 5504 × 2752                                                                      |
| Standbild-Spezialfunktionen                |                  |                  | Rauschreduzierung DB-Korrekt. HDR-Render | Rauschreduzierung DB-Korrektur HDR-Render. |                                                           | Rauschreduzierung DR-Korrektur HDR-Rendering Intervallaufnahme Selbstauslöser-Aufnahme Aufnahme mit Belichtungsreihe | | Rauschreduzierung HDR Time shift Intervallaufnahme Belichtungsreihe Selbstauslöser und andere |
| Verschlusszeit (s)                         | 1/8000 bis 1/7,5 | 1/8000 bis 1/7,5 | auto 1/6400 - 1/8 manuell 1/6400 - 60    | auto 1/8000 - 1/8 manuell 1/8000 - 60      |                                                           | 1/25000 - 60, Automatisch, Verschlusspriorität, ISO-Priorität, Manuell, Video, Live-Streaming: Auto                  | 1/25000 - 60                                                                                           | 1/16000 - 60                                                                                  |
| ISO                                        | 100 - 1600       | 100 - 1600       | 100 - 1600                               | 100 - 1600                                 |                                                           | 64 - 3200 Standbild 64 - 6400 Video, Live Streaming                                                                  | 100 - 6400                                                                                             | 50 - 3200,                                                                                    |
| Sensor 2×                                  |                  |                  | 1/2,3                                    | 1/2,3                                      | 1/2,3                                                     | 1/2,3 | 1" BSI Sensor                                                                                          |                                                                                               |
| Bereich (m)                                | 0,1 - ∞          | 0,1 - ∞          | 0,1 - ∞                                  | 0,1 - ∞                                    | 0,1 - ∞                                                   | 0,1 - ∞ | 0,1 - ∞                                                                                                | 0,4 - ∞                                                                                       |
| Video-Auflösung (max.)                     | -                | 1920×960         | 1920×1080                                | 1920×1080                                  | 1920×960 + 120, Equirectangular Projection Format, 30 fps | 3843×1920, 1920×960 Equirectangular Projection Format, 30 fps                                                        | 4K 360° movie, 3,840 × 1,920 at 30 fps                                                                 | 5760 × 2880/30fps, 4K: 3840 × 1920/60fps                                                      |
| Video-Bildrate (fps)                       | -                | 15               | 30                                       | 30                                         | 30                                                        | 30 | 30 | 60                                                                                            |
| Ein Video-Aufzeichnungszeit (max. Minuten) | -                | 3                | 25                                       | 5                                          | max. 4 GB per File                                        | 5 Minuten/25 Minuten                                                                                                 | 40min 4K 130min 2K                                                                                     | 5.7K/30fps approx. 50 minutes, 2K/30fps approx. 775 minutes                                   |
| Live-Streaming                             | -                | -                | UVC, HDMI                                | -                                          | UVC, HDMI, 24 Stunden                                     | 4K HDMI | |                                                                                               |
| Externe Schnittstelle                      | Micro-USB        | USB              | USB, HDMI 1.4                            | USB                                        | USB: UVC 1.5/H.264, 29,97 fps                             | USB 2.0, Microphonanschluß Aufzeichnen von räumlichen 360-Grad-Audiosignalen mit einem 4-Kanal-Mikrofon              | USB 3.0 Microphonanschluß Aufzeichnen von räumlichen 360-Grad-Audiosignalen mit einem 4-Kanal-Mikrofon |                                                                                               |
| Netzwerk                                   | WLAN             | WLAN             | WLAN                                     | WLAN                                       | WLAN                                                      | WLAN, Bluetooth | WLAN, Bluetooth                                                                                        | WLAN, GPS, USB 3.2                                                                            |
| Interner Speicher ca. GB                   | 4                | 4                | 8                                        | 8                                          | extern Micro-SD 32 GB                                     | | 19 GB                                                                                                  | 46 GB, erweiterbar mit SD-Karte                                                               |
| Anwendungen                                | iOS/Android      | iOS/Android      | iOS/Android/PC                           | iOS/Android/PC                             | iOS/Android/PC                                            | iOS/Android/PC | iOS/Android/PC                                                                                         | iOS/Android/PC                                                                                |
| Besonderheiten                             |                  |                  |                                          |                                            |                                                           | | 3 Achsen Shake reduction im video modus                                                                | GPS, SDXC, Wechselaccu                                                                        |